# Lewisburg (Pennsilvània)
Lewisburg és una població dels Estats Units a l'estat de Pennsilvània. Segons el cens del 2000 tenia 5.620 habitants.

## Demografia
Segons el cens del 2000, Lewisburg tenia 5.620 habitants, 1.778 habitatges, i 787 famílies. La densitat de població era de 2.214,2 habitants/km².
Dels 1.778 habitatges en un 17,5% hi vivien nens de menys de 18 anys, en un 33,7% hi vivien parelles casades, en un 8,5% dones solteres, i en un 55,7% no eren unitats familiars. En el 42,9% dels habitatges hi vivien persones soles el 16,6% de les quals corresponia a persones de 65 anys o més que vivien soles. El nombre mitjà de persones vivint en cada habitatge era d'1,97 i el nombre mitjà de persones que vivien en cada família era de 2,64.
Per edats la població es repartia de la següent manera: un 10% tenia menys de 18 anys, un 45,9% entre 18 i 24, un 16,4% entre 25 i 44, un 12,8% de 45 a 60 i un 14,8% 65 anys o més.
L'edat mediana era de 22 anys. Per cada 100 dones de 18 o més anys hi havia 84,3 homes.
La renda mediana per habitatge era de 30.137 $ i la renda mediana per família de 53.409 $. Els homes tenien una renda mediana de 32.727 $ mentre que les dones 25.436 $. La renda per capita de la població era de 14.146 $. Entorn del 6,3% de les famílies i el 22,2% de la població estaven per davall del llindar de pobresa.

## Poblacions més properes
El següent diagrama mostra les poblacions més properes.